# Административна подјела Босне и Херцеговине
Босна и Херцеговина има неколико нивоа политичких структура након државног нивоа. Најважнија од ових подјела је организација државе по ентитетима (Република Српска (РС) и Федерација Босне и Херцеговине (ФБиХ)) и посебном територијалном јединицом, дистриктом (Брчко дистрикт). Федерација Босне и Херцеговине располаже са 51% површине Босне и Херцеговине, а Република Српска са 49%. Ентитети су признати Дејтонским мировним споразумом 1995. године, као резултат компромиса представника три конститутивна народа уз посредовање великих сила. Ратна разарања (1992—1995) су довела до великих промена у етничкој слици земље. Ово је већином било због насилног етничког чишћења локалног становништва (сва три народа).
Од 1996. године овлашћења влада оба ентитета се у односу на државни ниво значајно смањују. Трећи ниво политичке подјеле, након ентитета у Федерацији БиХ су кантони. Федерација Босне и Херцеговине се састоји од десет кантона. Сви они имају своју кантоналну скупштину и владу, која се налази под законом Федерације. Херцеговачко-неретвански и Средњобосански кантони су етнички мјешовити и имају специјалне системе, како би се очувала права свих народа.
Последњи ниво политичке подјеле Босне и Херцеговине су општине. Земља се састоји од 137 општина, од којих су 79 у Федерацији Босне и Херцеговине, а 58 у Републици Српској, док је град Брчко засебна административна јединица — дистрикт. И општине такође имају своју скупштину (у ФБиХ вијеће), управу и службе, и углавном су образоване око најзначајнијег града или мјеста у подручју. Сваки кантон се састоји од неколико општина. 
Осим ентитета, кантона, и општина, Босна и Херцеговина такође има и дванаест градова. То су: Сарајево, Бања Лука, Мостар, Источно Сарајево, Приједор, Бијељина, Добој, Требиње, Тузла, Зеница, Бихаћ и Широки Бријег. Градови Сарајево и Источно Сарајево имају више градских општина, док се остали градови налазе на територији бивших општина. Градови такође имају своју градску скупштину (у ФБиХ вијеће) и градску управу, чија моћ је између општина и владе кантона или владе ентитета у Републици Српској.